# 大膳 (北九州市)
大膳（だいぜん）は福岡県北九州市八幡西区の地名。大膳一丁目から二丁目の町がある。住居表示実施済み。郵便番号は807-0863。

## 地理
八幡西区の北部西端に位置し、西に美吉野町、北に西折尾町，東筑、北東から東に則松、南東にさつき台と接し、南に水巻町と接する。

### 河川
- 一級河川 新々堀川

## 地域の特徴
起伏の多い土地で、北縁を東西に走る国道3号沿いにはホームセンター、ホテル、重機レンタル店などが並んでいる。一丁目と二丁目の間には国道に大膳橋が架かっており、その下をJR九州福北ゆたか線と、二丁目の中央南端から北東流する新々堀川が通っている。一丁目からみて、北側は新々堀川、南側は福北ゆたか線が二丁目との境界となっている。二丁目には福岡県立折尾高等学校，堀川ものがたり館がある。その他は住宅地であるが、自然のままの林も残されている。

## 歴史

### 地名の由来
地名は大字折尾の字、大膳堀にちなんでおり、住居表示実施前は付近を折尾大膳通と称していた。大膳堀の「大膳」は1621年（元和7年）に始まった遠賀川と洞海湾を結ぶ運河工事の総司、福岡藩家老の栗山大膳の名をとったものである。

### 沿革
- 1977年（昭和52年）6月1日 - 大膳一丁目 - 二丁目新設[5][6]。
- 1994年（平成6年）6月1日 - 大字折尾の一部が大膳一丁目 - 大膳二丁目に編入[7][8]。
- 1999年（平成11年）6月1日 - 大膳一丁目の一部がさつき台一丁目に編入[9][10]。

### 町名の変遷
| 実施内容          | 実施年月日               | 実施後     | 実施前                     |
| ----------------- | ------------------------ | ---------- | -------------------------- |
| 町名新設 住居表示 | 1977年（昭和52年）6月1日 | 大膳一丁目 | 大字折尾，大字則松の各一部 |
| 町名新設 住居表示 | 1977年（昭和52年）6月1日 | 大膳二丁目 | 大字折尾の一部             |

## 世帯数と人口
2025年（令和7年）3月31日現在（北九州市発表）の世帯数と人口は以下の通りである。
| 町         | 世帯数  | 人口    |
| ---------- | ------- | ------- |
| 大膳一丁目 | 332世帯 | 602人   |
| 大膳二丁目 | 312世帯 | 619人   |
| 計         | 644世帯 | 1,221人 |

### 人口の変遷
国勢調査による人口の推移。
| 1995年（平成7年）  | 1,465人 | [ 11 ] |  |
| 2000年（平成12年） | 1,338人 | [ 12 ] |  |
| 2005年（平成17年） | 1,315人 | [ 13 ] |  |
| 2010年（平成22年） | 1,153人 | [ 14 ] |  |
| 2015年（平成27年） | 1,171人 | [ 15 ] |  |
| 2020年（令和2年）  | 1,121人 | [ 16 ] |  |

### 世帯数の変遷
国勢調査による世帯数の推移。
| 1995年（平成7年）  | 552世帯 | [ 11 ] |  |
| 2000年（平成12年） | 550世帯 | [ 12 ] |  |
| 2005年（平成17年） | 537世帯 | [ 13 ] |  |
| 2010年（平成22年） | 494世帯 | [ 14 ] |  |
| 2015年（平成27年） | 485世帯 | [ 15 ] |  |
| 2020年（令和2年）  | 482世帯 | [ 16 ] |  |

## 学区
市立小・中学校に通う場合、学区は以下の通りとなる。
| 町         | 街区・戸番  | 小学校                 | 中学校               |
| ---------- | ----------- | ---------------------- | -------------------- |
| 大膳一丁目 | 1番12号以外 | 北九州市立折尾西小学校 | 北九州市立則松中学校 |
| 大膳二丁目 | 全域        | 北九州市立折尾西小学校 | 北九州市立則松中学校 |
| 大膳一丁目 | 1番12号     | 北九州市立則松小学校   | 北九州市立則松中学校 |

## 交通

### 道路
- 国道3号

## 施設

### 公共施設
- 大膳公民館

### 教育施設
- 福岡県立折尾高等学校

### 商業施設
- ホームプラザナフコ折尾店

### 文化施設
- 堀川ものがたり館

### 公園
- 折尾南2号公園
- 大膳公園
- 大膳西公園
- 大膳東1号公園
- 大膳東2号公園
- 大膳南公園
- 美吉野公園